# Brachythemis impartita
Brachythemis impartita – gatunek ważki z rodziny ważkowatych (Libellulidae). Szeroko rozprzestrzeniony; występuje od południowej Europy (Półwysep Iberyjski, Sardynia, Sycylia) po Bliski Wschód i środkową Afrykę.